# Erik Balling
Erik Balling (født 29. november 1924 i Nyborg, død 19. november 2005 i Gentofte) var en dansk filminstruktør.

## Uddannelse
Efter studentereksamen læste Balling i to år til dyrlæge ved Landbohøjskolen.

## Karriere
Ballings filmkarriere begyndte 2. januar 1946, hvor han som 21-årig blev ansat på Nordisk Film. I de næste fem år arbejdede han som runner, instruktørassistent, produktionsleder og indspilningsleder ved selskabets studier i Valby.
Hans instruktørdebut var filmen Adam og Eva fra 1953. I 1956 instruerede han Danmarks første farvefilm Kispus. Erik Balling er bedst kendt for sin serie på de første 13 Olsen-banden-film samt som instruktør af tv-serierne Matador og Huset på Christianshavn.
Ballings produktion er stor og omfatter adskillige danske klassikere. Som instruktør spændte han vidt, og han instruerede op gennem 1960'erne komedier som Sommer i Tyrol, filmene om Poeten og Lillemor, Martha samt Frede-filmene (Slå først, Frede og Slap af, Frede).
Sidstnævnte var ifølge Balling selv et forstudie til hans største biografsucces, Olsenbanden-filmene, der var med til at holde adskillige danske biografer oven vande gennem 1970'erne, hvor branchen ellers var trængt. Den populære serie om de tre antihelte Egon, Benny og Kjeld, der sjældent eller aldrig har succes med Egons geniale planer, markerer en milepæl i dansk filmhistorie. Filmene er kendetegnet ved stor fortælleglæde, fantastisk timing samt en dyb sympati for de små i samfundet. Balling instruerede 13 film om banden i perioden 1968-1981. I 1998 blev der indspillet en film, nummer 14, hvor Balling alene fungerede som konsulent.
Tv-serien Matador er Erik Ballings andet store bidrag til dansk populærkultur. Serien fra 1978-1982, der handler om livet i en dansk provinsby i årene 1929-1947, blev en massiv succes, der fortsat – mere end 35 år efter sin tilblivelse – oftest nævnes som alle tiders bedste danske tv-serie. Erik Balling havde tidligere lavet tv-serien Huset på Christianshavn fra begyndelsen af 1970'erne. Midt om Natten blev Erik Ballings sidste film som instruktør.

## Selvbiografi
I 1998 udgav han selvbiografien Som barn var jeg voldsomt hidsig.

## Familie
Erik Balling var søn af præst og senere provst Ejnar Leth Balling og tandlæge Cornelia Karla Maria van Vugt. Han var fætter til kirkehistorikeren Jakob Balling.

## Gravsted
Han ligger begravet på Gentofte Kirkegård.

## Hæder
Nyborg byråd besluttede den 10. oktober 2017, at pladsen ved biografen på hjørnet af Vægtergade og Nørrevoldgade skulle navngives "Erik Ballings Plads". Erik Balling blev født i Nyborg og boede i byen, indtil familien flyttede til København i 1935. Pladsen blev åbnet af Lise Nørgaard den 25.oktober 2017.